# Gérardine Mukeshimana
Gérardine Mukeshimana (districte de Huye, 10 de desembre de 1970) és una científica i política ruandesa que ha servit com a ministre d'Agricultura i Recursos animals des de juliol de 2014.

## Primers anys i educació
Va obtenir un grau d'Enginyeria Agrícola a la Universitat Nacional de Ruanda, un màster (2001) i un doctorat (2013) en biotecnologia de la Universitat Estatal de Michigan. La seva tesi doctoral es va titular Dissecció de la complexitat genètica dels mecanismes de tolerància a la sequera en el fesol comú (Phaseolus vulgaris L.)'. En 2012 fou guardonada amb el Premi a l'Estudi d'Excel·lència Científica pel Consell Internacional per a l'Alimentació i el Desenvolupament Agrícola (BIFAD) per la seva contribució al programa de desenvolupament del fesol de Ruanda.

## Carrera
Mukeshimana va ser professora de la Facultat d'Agronomia de la Universitat Nacional de Ruanda i coordinadors del Projecte de Suport al Sector Rural del Banc Mundial.
En 2013 Mukeshimana va formar part de l'equip de recerca a BecA Hub, una instal·lació de biociència a l'Institut Internacional d'Investigació de Ramaderia a Nairobi.
Mukeshimana va ser nomenada Ministra d'Agricultura i Recursos Animals en el govern del Primer Ministre Anastase Murekezi en juliol de 2014. Va mantenir la seva posició en la reorganització ministerial del maig de 2016 del President Paul Kagame.
En juny de 2016 Mukeshimana fou anfitriona del la VII Setmana de la Ciència Agrícolaa Africana al Fòrum per a la Recerca Agrícola a Àfrica (FARA) a Kigali, que va emetre una crida de sis punts a l'acció per aconseguir que "Àfrica Alimenti Àfrica". En la remodelació del gabinet del 31 d'agost de 2017, Mukeshimana va mantenir la seva cartera i el seu lloc al gabinet.

## Publicacions
- Mukeshimana, Gerardine; Lasley, Amy L. «Identification of Shoot Traits Related to Drought Tolerance in Common Bean Seedlings». Journal of the American Society for Horticultural Science. American Society for Horticultural Science, 5-2014.
- Mukeshimana, Gerardine; Butare, Louis; Cregan, Perry B.; Kelly, James D. «Quantitative Trait Loci Associated with Drought Tolerance in Common Bean». Crop Science, 5-2014. DOI: 10.2135/cropsci2013.06.0427.